# Pau dos Ferros
Pau dos Ferros é um município brasileiro no interior do estado do Rio Grande do Norte, Região Nordeste do país. Com uma área de 260 km², está distante 389 km de Natal, a capital estadual. Emancipado de Portalegre no século XIX, o topônimo é referência a uma árvore, muito provavelmente a oiticica que, pela sua grande dimensão, oferecia sombra e consequentemente um local para repouso dos vaqueiros que por ali passavam e marcavam ferro no tronco dessas árvores, dando origem ao povoamento da região.
Principal cidade da região do Alto Oeste, sua população no censo demográfico de 2022 era de 30 479 habitantes, segundo o Instituto Brasileiro de Geografia e Estatística (IBGE), sendo o décimo oitavo mais populoso do estado do Rio Grande do Norte, embora, devido à polarização da cidade, cuja área de influência abrange mais de trinta municípios circunvizinhos, passem pela sede municipal cerca de cinquenta mil pessoas diariamente.
O município possui alguns atrativos históricos e culturais, entre os quais o Açude Público Pedro Diógenes Fernandes, manancial que abastece a cidade, e a Igreja Matriz de Nossa Senhora da Conceição, construída em 1738, vindo a se tornar matriz de uma freguesia em 1756, além do Obelisco da Praça Monsenhor Caminha, construído em homenagem ao centenário de emancipação política e ao bicentenário da paróquia. Dentre os atrativos culturais estão a Feira Intermunicipal de Educação, Cultura, Turismo e Negócios do Alto Oeste Potiguar (FINECAP), importante exposição cultural e econômica, e as festividades da padroeira Nossa Senhora da Conceição, realizadas no final de novembro e no início de dezembro.

## História

### Das origens à emancipação
Durante muito tempo, a região do atual município de Pau dos Ferros foi habitada pelos índios panatis até que, entre finais do século XVII e início do século XVIII, vaqueiros e viajantes que cruzavam o sertão descobriram um curso de água, mais tarde batizado de Rio Apodi, cercado por grandes árvores frondosas, que logo passaram a servir de descanso em meio a longas e cansativas viagens. Ao longo deste curso, também foram organizados pontos de comércio, com a venda e marcação de gados nos troncos dessas árvores.

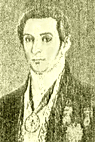
Coronel Antônio da Rocha Pita

Em 1717, na época do Brasil Colônia, o senhor Manoel Negrão se tornou o primeiro donatário de uma sesmaria, que foi posteriormente doada ao coronel baiano Antônio da Rocha Pita, proprietário de grandes terras localizadas nas províncias do Ceará e Rio Grande do Norte. Com sua morte, em 1733, essa sesmaria, denominada "Pau dos Ferros", foi herdada por seus filhos Francisco da Rocha Pita, Luiz da Rocha Pita Deusdará, Simão da Fonseca e Maria Joana, sendo todos esses pioneiros que contribuíram para o estabelecimento de um núcleo de um pequeno povoado, com muitas casas de taipas ao redor dessa sesmaria. Mas o grande pioneiro da história do município foi o fazendeiro Francisco Marçal, que fundou uma fazenda destinada à criação de gado e, com grande mobilização, também foi o responsável pela construção de uma capela, em 1738, vindo a se tornar matriz de uma grande freguesia em 19 de dezembro de 1756, com a criação de uma paróquia, que teve como padroeira Nossa Senhora da Conceição.
Em 1761, o povoado foi integrado à vila de Portalegre que, por se localizar em serra, distante 33 quilômetros do povoado de Pau dos Ferros, trazia prejuízos ao comércio local e dificultava o acesso das pessoas. Em toda a zona oeste do Rio Grande do Norte só existiam três povoados, Apodi, Portalegre e Pau dos Ferros, sendo que apenas o último, devido à sua localização estratégica e privilegiada entre duas grandes serras, tinha um crescimento regular. Ao mesmo tempo, outros dois povoados, situados em serra, começavam a ter destaque: Luís Gomes e São Miguel.
No século XIX, a partir de 1841, moradores do povoado realizaram um abaixo-assinado, que totalizou 492 assinaturas, reivindicando a elevação do povoado de Pau dos Ferros à categoria de vila. O projeto foi encaminhado à assembleia provincial e aprovado na Comissão de Estatística e Justiça, mas não foi aprovado em plenário. A segunda tentativa, novamente rejeitada, ocorreu em 1847 quando, em 21 de outubro, o deputado provincial João Inácio de Loiola Barros apresentou um segundo projeto, desta vez pretendendo transferir a sede da vila de Portalegre para Pau dos Ferros. Em 12 de abril de 1853, os deputados provinciais Luiz Antônio de Brito Guerra (Barão do Assu) e Elias Antônio Cavalcanti de Albuquerque apresentaram um novo projeto de criação da vila, desta vez com a denominação Vila Cristina, mas a tentativa não obteve sucesso e o projeto foi reprovado.
Finalmente, em 23 de agosto de 1856, um novo projeto apresentado pelo deputado provincial Bevenuto Vicente Fialho na assembleia provincial em Natal. Este projeto foi aprovado e se transformou na lei provincial n° 344, sancionada em 4 de setembro daquele ano pelo governador Antônio Bernardo Passos, elevando o povoado à categoria de vila, desmembrando-a de Portalegre, quase cem anos após a criação da freguesia de Nossa Senhora da Conceição. O nome "Pau dos Ferros" vem de uma árvore, mais precisamente de marcas fixadas com ferro em brasa numa oiticica muito frondosa que, pela sua grande dimensão, oferecia uma farta sombra e servia de local para o repouso dos vaqueiros, que chegavam cansados de longas caminhadas.

### Da emancipação ao centenário
Em 19 de janeiro de 1857, o município foi oficialmente instalado, em sessão solene na câmara municipal, que teve como primeiro presidente Manoel Silvestre Ferreira. Em 1° de dezembro de 1859, era criada a feira livre da cidade, que durou pouco tempo, porém foi restaurada em 1868 e desde então é realizada semanalmente aos sábados. Em 1872, quando foi realizado o primeiro censo demográfico nacional, Pau dos Ferros era o terceiro município mais populoso da província, com 18 637 habitantes, sendo superado apenas por Nova Cruz (20 466) e Natal (19 126). Em 8 de agosto de 1873, a lei provincial n° 683 criou a comarca de Pau dos Ferros, desmembrada da comarca de Imperatriz, hoje Martins.
Após uma grande epidemia de cólera em 1862, que, segundo registros oficiais, matou 199 pessoas, Pau dos Ferros foi afetado por uma grande seca em 1877, que viria a durar três anos, a mais grave já registrada no Brasil e, em seguida, por surtos de sarampo, varíola e disenteria, que também dizimaram parte da população pau-ferrense, visto que ainda não havia hospitais e outros estabelecimentos de saúde. Antes, em 1876, Pau dos Ferros perderia território com a emancipação da vila de São Miguel, que se tornou município. Em 1890, seria a vez de Luís Gomes.
A partir de 1889, ano da Proclamação da República, deu-se início à construção de um reservatório, que foi inaugurado em 25 de março de 1897, recebendo, por isso, a denominação "25 de Março". Esse açude foi idealizado em 1888 pelo intendente municipal Joaquim José Correia e, durante muitas décadas, serviu de abastecimento à população local. Mais tarde, também foi construído o Açude Gangorra, hoje localizado em terras do município de Rafael Fernandes. No início do século XX, mais especificamente em 1908, Joaquim Correia também deu início à construção de um grupo escolar, que logo levou seu nome e foi inaugurado em 1911, que teve Orlando Correia como seu primeiro diretor e as senhoras Idalina Gurjão e Maria Luíza como suas primeiras professoras, que exerceram atividade durante muitos anos.
No final dos anos 1910, ocorreu um dos episódios mais sangrentos a história de Pau dos Ferros, a "hecatombe de 1919", que resultou de um grupo musical local, a Banda Filarmônica Dr. Guilherme Lins, integrada por facções políticas opostas. Esta chacina aconteceu no dia 3 de abril de 1919 ano quando, durante a realização de uma reunião na residência do senhor José Ayres Afonso, ocorreram desavenças e desentendimentos entre os participantes, gerando um verdadeiro tumulto. A situação piorou com a chegada da polícia, havendo muitas trocas de tiros de fuzil. No final, alguns dos participantes da reunião acabaram mortos, enquanto outros ficaram feridos. Por esse fato, o coronel Joaquim Correia deixou Pau dos Ferros, estabelecendo residência em Natal. Por fim, no dia 2 de dezembro de 1924, a vila de Pau dos Ferros fora elevada à categoria de cidade, pela lei estadual n° 593, sancionada pelo então governador José Augusto Bezerra de Medeiros.

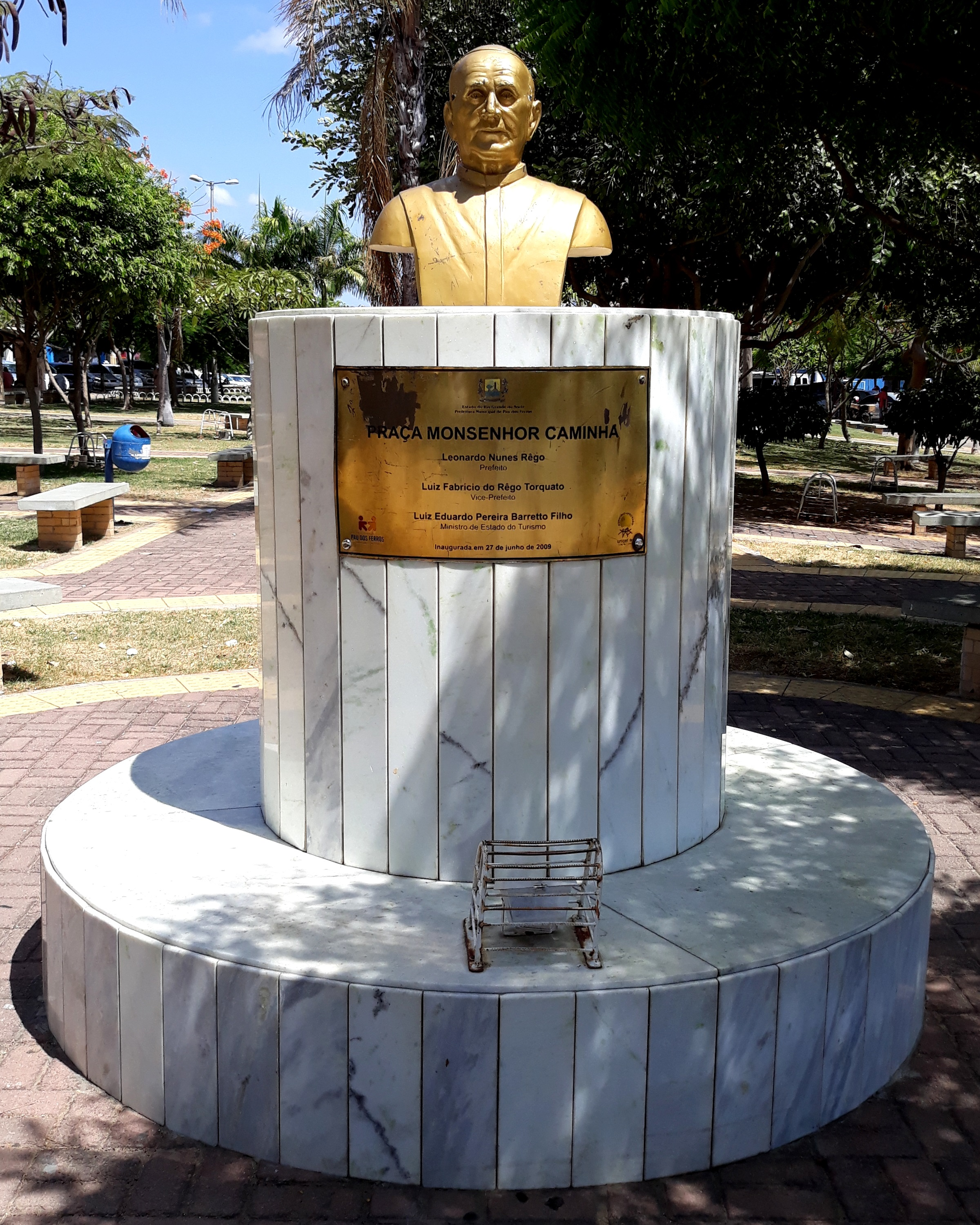
Busto de Manoel Caminha Freire de Andrade (1908-2003), vigário da paróquia de Pau dos Ferros entre 1940 e 1991, na Praça Monsenhor Caminha

Em 1926, o cangaceiro Virgulino Ferreira da Silva, o Lampião, junto com seu bando, adentrou em terras pau-ferrenses, praticando diversos crimes de furto, já que, naquela época, só havia um policial civil na cidade. Em 1929, o picuiense Francisco Dantas de Araújo tornou-se o primeiro prefeito de Pau dos Ferros, sendo o responsável pela construção da atual sede da prefeitura municipal, em 1930, localizada na Avenida Getúlio Vargas. Naquele mesmo ano, com o advento do Movimento Revolucionário de 24 de Outubro, ele foi deposto do cargo, assumindo, em seu lugar, o senhor João Escolástico Bezerra de Medeiros, que durante sua gestão trouxe pela primeira vez energia elétrica para Pau dos Ferros, com a construção de uma usina, que gerava energia por meio de ferro e brasa. Outro fato histórico durante a década de 1930 foi a eleição, pela Assembleia Legislativa do Rio Grande do Norte, do pau-ferrense Rafael Fernandes Gurjão para o governo do estado, exercendo o cargo de 1935 até 1943.
Em 1939, o senhor Francisco Fernandes Sena toma posse como prefeito de Pau dos Ferros e, entre suas principais realizações, destacaram-se a construção de um abatedouro público e do primeiro quartel policial, em 1940. Nesse mesmo ano, mais especificamente no dia 11 de fevereiro, era empossado vigário paroquial o padre Manoel Caminha Freire de Andrade, que se tornou cônego em 1954 e monsenhor em 1966, tendo celebrado na paróquia até 1991, quando se afastou por problemas de saúde. No período de 31 de janeiro de 1946 a 15 de março do mesmo ano, esteve à frente da prefeitura do município pela primeira vez uma mulher, Eulália Fernandes Bessa, nomeada pelo interventor federal no Rio Grande do Norte, Miguel Seabra Fagundes.
No início da década de 1950, durante a gestão do doutor Licurgo Nunes Ferreira (1948-1953), começou a construção do pavilhão municipal na Praça da Matriz, que posteriormente levou a denominação "Cônego Caminha", tornando-se uma das principais áreas de lazer de Pau dos Ferros. Em seu pavimento superior havia um salão de dança, onde tocava a banda musical Os Brasas. Outro fato relevante da sua gestão foi a construção e inauguração da Escola 31 de Março, atual Escola Estadual Doutor José Fernandes de Melo. Em 1953 tem início a construção do Patronato, inaugurado em 19 de julho de 1954 pelas filhas da caridade. Ainda em 1953, o vigário da paróquia de Pau dos Ferros trouxera de Portugal uma imagem de Nossa Senhora de Fátima, marcando um dos maiores eventos religiosos da história do município e, por meio de uma mobilização, construiu uma capela em sua devoção, situada na Rua 13 de Maio, inaugurada em 1956. Em 1955 chegou até o município a agência do Banco do Nordeste do Brasil.

### Do centenário aos dias atuais

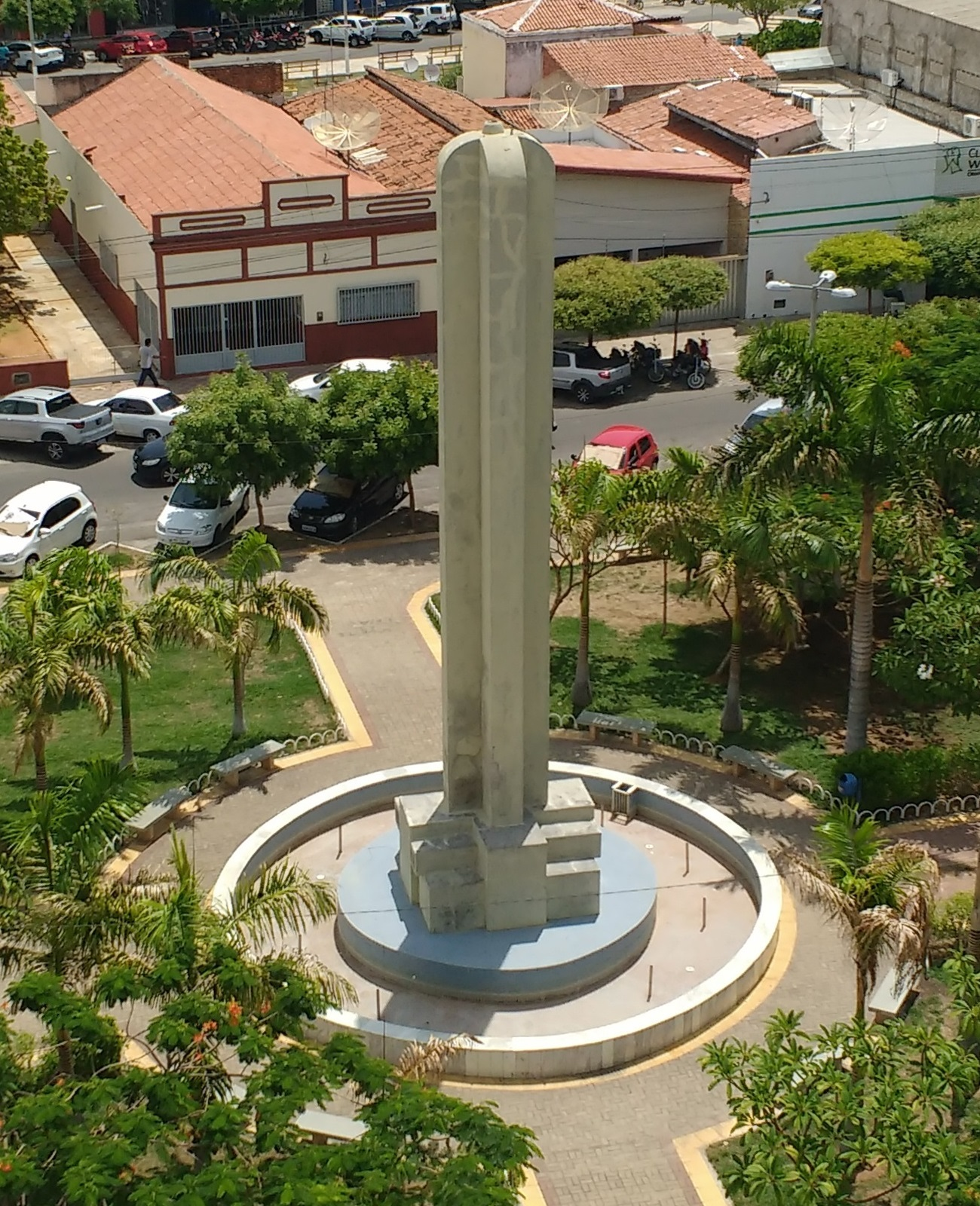
Obelisco de Pau dos Ferros, inaugurado em 1956, ano de comemoração do centenário do município e do bicentenário da paróquia

Em 4 de setembro de 1956 o município completou cem anos de emancipação política. Neste ano aconteceu uma série de eventos para se comemorar o centenário da cidade, bem como o bicentenário da paróquia, dentre eles a inauguração do Obelisco da Praça Monsenhor Caminha, no dia 14 de dezembro. O monumento foi projetado pelo arquiteto baiano Oscar de Sousa Lelis por encomenda do então prefeito José Fernandes de Melo. No mês de julho daquele mesmo ano foi fundado o Hospital Centenário de Pau dos Ferros, que teve como fundador e diretor Nelson Maia.
Em 1958, o então prefeito Paulo Diógenes construiu a atual "Escola Estadual 4 de Setembro" e ainda mais de quarenta quilômetros de estradas e ruas, entre as quais a atual Avenida da Independência. No dia 1º de janeiro de 1961, Dom Eliseu Simões Mendes fundou a Maternidade Santa Luzia de Marilac, que é mantida pela liga de assistência social da paróquia de Pau dos Ferros. Entre 1963 e 1969, durante a gestão de Pedro Diógenes Fernandes à frente da prefeitura, destacaram-se a criação da bandeira municipal, os primeiros telefones e a construção do Açude Pau dos Ferros, cujas obras se iniciaram em 1965 e vieram a ser concluídas em 1967. Em 1966, Pau dos Ferros ganhou seu principal ponto de diversão da época, o Cine São João, que funcionava na Rua 7 de Setembro, em uma época em que ainda não havia televisão na cidade.
No primeiro mandato José Edmilson de Holanda (1970-1973) como prefeito, Pau dos Ferros recebeu energia elétrica da Companhia Energética do Rio Grande do Norte (COSERN). Em 1970, devido a uma grande seca que assolou o município, Pau dos Ferros recebeu ajuda financeira do Departamento Nacional de Obras Contra as Secas (DNOCS), que construiu a estação de tratamento de água da cidade, cuja caixa d'água possui dezenove metros de altura e capacidade de 500 metros cúbicos (m³) de água. Em 28 de fevereiro de 1971 foram inauguradas as instalações da TELERN (Telecomunicações do Rio Grande do Norte). Outras importantes realizações de sua gestão foram a inauguração do estádio 9 de Janeiro, em alusão à vitória do Clube Centenário Pauferrense no primeiro matutão de futebol do Rio Grande do Norte, em 9 de janeiro de 1972, e do Fórum Municipal Jaime de Aquino, que desde então abriga a comarca de Pau dos Ferros. Com a saída de José Edmilson, reassume a prefeitura José Fernandes de Melo, que governou até 1977. Em 28 de setembro de 1976, pelo decreto-lei estadual n° 15, foi criado o câmpus da Universidade do Estado do Rio Grande do Norte (UERN) no município, denominado "Professora Maria Elisa de Albuquerque Maia".
Nas décadas 1980 e 1990 destacaram-se a inauguração do terminal rodoviário municipal, em 1984; a criação da primeira rádio, a AM Cultura do Oeste, que entrou no ar em 1º de abril de 1986; a primeira visita de um Presidente da República, José Sarney, em 28 de outubro de 1987; o asfaltamento da BR-405 na Avenida da Independência e a criação da Feira de Cultura do Município (FECUM) em 1994, que em 1997 se transformou na atual Feira Intermunicipal de Educação, Cultura, Turismo e Negócios do Alto Oeste Potiguar (FINECAP).
Nos anos 2000 e 2010, os principais acontecimentos históricos foram a construção da Praça de Eventos Nossa Senhora da Conceição, bem como a reconstrução da antiga Praça da Matriz, que deu lugar à Praça Monsenhor Caminha, inaugurada em uma missa realizada em 27 de junho de 2009, além da chegada de duas instituições federais de ensino superior, o Instituto Federal do Rio Grande do Norte (IFRN) e a Universidade Federal Rural do Semi-Árido (UFERSA) em 2009 e 2012, respectivamente; e a chegada do primeiro grande centro comercial da região do Alto Oeste, o Plaza Shopping Center, inaugurado em janeiro de 2019.
Nas eleições municipais de 2020, venceu a candidata Marianna Almeida Nascimento, com 54,22% dos votos válidos, tornando-se a primeira mulher a ser eleita pelo voto direto e a segunda a ocupar o cargo desde 1946. Em 24 de junho de 2021, Pau dos Ferros recebeu a visita de Jair Bolsonaro, o segundo presidente da República na história a visitar a cidade. Marianna foi reeleita em 2024 com a maior votação da história do município, atingindo mais de 11 mil votos (63% dos votos válidos).

## Geografia
O território de Pau dos Ferros ocupa 259,959 km² de área (0,4923% da superfície estadual), sendo 7,4616 km² de área urbana, constituída por um total de 29 bairros. Os limites municipais são: a norte São Francisco do Oeste e Francisco Dantas; a sul Rafael Fernandes e Marcelino Vieira; a leste Serrinha dos Pintos, Antônio Martins e novamente Francisco Dantas e, a oeste, Encanto e Ereré, este último no estado do Ceará. A cidade está 389 km da capital estadual, Natal, e a 2 115 km de Brasília, capital federal. Na divisão territorial vigente desde 2017, instituída pelo IBGE, o município pertence à região geográfica imediata de Pau dos Ferros, dentro da região intermediária de Mossoró; até então, com a vigência das divisões em microrregiões e mesorregiões, fazia parte da microrregião de Pau dos Ferros, na mesorregião do Oeste Potiguar.
O relevo local se insere na Depressão Sertaneja, que abrange terrenos mais baixos de transição entre a Chapada do Apodi e o Planalto da Borborema. A geologia é marcada pela presença de abrangência de rochas metamórficas que formam o embasamento cristalino, oriundas do período Pré-Cambriano médio, com idade entre um bilhão e 2,5 bilhões de anos. O tipo de solo predominante é o podzolítico vermelho amarelo equivalente eutrófico, com drenagem bastante acentuada, relevo suave, alto nível de fertilidade e textura média, que pode ser ou não formada por cascalho. Há também, em menores porções, o solo bruno não cálcico e o litólico. Este último, na nova classificação brasileira de solos, passou a ser chamado de neossolo, enquanto os demais tornaram-se os luvissolos.
Esses solos, por serem pouco desenvolvidos, são cobertos pela caatinga hiperxerófila, vegetação de pequeno porte típica do sertão nordestino, sem folhas na estação seca. Entre as espécies encontradas estão a catingueira (Caesalpinia pyramidalis), o facheiro (Pilosocereus pachycladus), o faveleiro (Cnidoscolus quercifolius), o juazeiro (Ziziphus joazeiro), a jurema-preta (Mimosa hostilis), o marmeleiro (Cydonia oblonga), o mufumbo (Combretum leprosum), a oiticica (Licania rigida), o pau d'arco (Handroanthus impetiginosus), o pereiro (Aspidosperma pyrifolium) e o xique-xique (Pilosocereus polygonus). Boa parte da cobertura original foi desmatada para a prática agrícola, com destaque ao cultivo de algodão.
Pau dos Ferros é cortado pelo Rio Apodi-Mossoró, possuindo todo o seu território na bacia hidrográfica homônima. Outros cursos d'água do município são os riachos das Cajazeiras, da Capa, da Estrema, do Meio e do Retiro. O principal reservatório é o Açude Público Dr. Pedro Diógenes Fernandes (Açude Pau dos Ferros), construído pelo Departamento Nacional de Obras Contra as Secas (DNOCS) e inaugurado em 1967, estando localizado a três quilômetros da zona urbana e com uma capacidade total para 54 846 000 m³. Os demais reservatórios com capacidade igual ou superior a 100 000 m³ são os açudes 25 de Março (8 181 000 m³), da Capa (640 800 m³) e Benevides José Gonçalves (129 760 m³).
O clima é semiárido (Bsh segundo Köppen), com temperaturas elevadas durante todo o ano e precipitações sob a forma de chuva, concentradas no primeiro semestre, enquanto no restante do ano sua ocorrência é quase nula ou mesmo inexistente. Segundo dados da Empresa de Pesquisa Agropecuária do Rio Grande do Norte (EMPARN), referentes ao período entre 1911 e 1985 e a partir de 1993, o maior acumulado em 24 horas registrado em Pau dos Ferros foi de 147,8 mm em 15 de abril de 1982. O recorde de chuva mensal é de 548,9 mm em março de 1981, enquanto o ano mais chuvoso da série histórica foi 1974, com 1 505,2 mm. De acordo com a estação meteorológica automática da UFERSA, em operação desde agosto de 2019, a menor temperatura registrada em Pau dos Ferros foi de 17,7 °C em 22 de julho de 2020, enquanto a maior atingiu 41,1 °C em 31 de outubro de 2023.
| Dados climatológicos para Pau dos Ferros                                                                      | Dados climatológicos para Pau dos Ferros | Dados climatológicos para Pau dos Ferros | Dados climatológicos para Pau dos Ferros | Dados climatológicos para Pau dos Ferros | Dados climatológicos para Pau dos Ferros | Dados climatológicos para Pau dos Ferros | Dados climatológicos para Pau dos Ferros | Dados climatológicos para Pau dos Ferros | Dados climatológicos para Pau dos Ferros | Dados climatológicos para Pau dos Ferros | Dados climatológicos para Pau dos Ferros | Dados climatológicos para Pau dos Ferros | Dados climatológicos para Pau dos Ferros |
| Mês | Jan                                      | Fev                                      | Mar                                      | Abr                                      | Mai                                      | Jun                                      | Jul                                      | Ago                                      | Set                                      | Out                                      | Nov                                      | Dez                                      | Ano                                      |
| --- | ---------------------------------------- | ---------------------------------------- | ---------------------------------------- | ---------------------------------------- | ---------------------------------------- | ---------------------------------------- | ---------------------------------------- | ---------------------------------------- | ---------------------------------------- | ---------------------------------------- | ---------------------------------------- | ---------------------------------------- | ---------------------------------------- |
| Temperatura máxima recorde (°C)                                                                               | 39,3                                     | 39,2                                     | 37,4                                     | 35,5                                     | 35,8                                     | 35,8                                     | 37,2                                     | 38,1                                     | 39,2                                     | 41,1                                     | 39,9                                     | 39,9                                     | 41,1                                     |
| Temperatura mínima recorde (°C)                                                                               | 20,2                                     | 20,5                                     | 20,1                                     | 20,6                                     | 20,2                                     | 18,8                                     | 17,7                                     | 18,3                                     | 20,2                                     | 21,2                                     | 21,5                                     | 20,8                                     | 17,7                                     |
| Precipitação (mm)                                                                                             | 72,3                                     | 125,2                                    | 186,8                                    | 159,2                                    | 99,2                                     | 32,1                                     | 20,1                                     | 6,3                                      | 2,9                                      | 5,7                                      | 6                                        | 25,2                                     | 741                                      |
| Fonte: UFERSA (recordes de temperatura: 06/08/2019-presente) e EMPARN (médias de precipitação de 1911 a 2020) |                                          |                                          |                                          |                                          |                                          |                                          |                                          |                                          |                                          |                                          |                                          |                                          |                                          |

## Demografia
Entre os censos de 2010 e 2022, a população de Pau dos Ferros cresceu 9,85%, a uma taxa de 0,79% ao ano. Com 27 745 habitantes em 2010, esse número subiu para 30 479 em 2022, assumindo a décima oitava posição a nível estadual, a 354ª a nível regional e a 1 122ª a nível nacional. A densidade demográfica era de 117,25 hab./km² e a média de moradores por domicílio de 2,8. Com 51,81% dos habitantes do sexo feminino e 48,19% do sexo masculino, a razão de sexo era de 93,03. Ao mesmo tempo, 91,9% dos habitantes viviam na zona urbana e apenas 8,1% na zona rural.

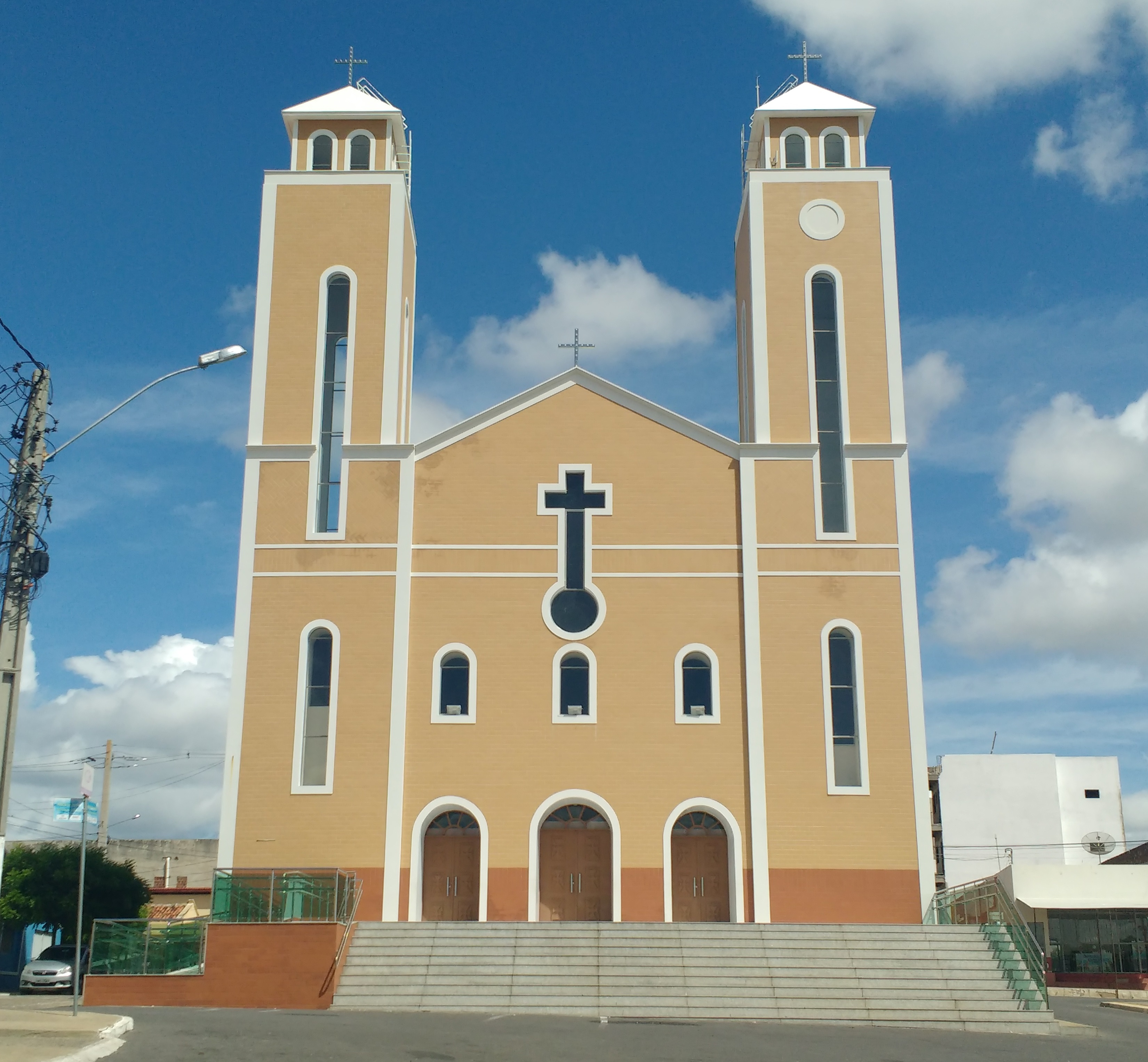
Igreja Matriz de Nossa Senhora da Conceição, sede da paróquia de Pau dos Ferros

No quesito cor ou raça, mais da metade (51,96%) da população era branca, 38,72% parda e 9,26% preta, havendo também minorias de amarelos e indígenas, cada uma com 0,03%. Ainda segundo o mesmo censo, 76,15% dos habitantes acima dos dez anos se declararam católicos, 14,89% evangélicos, 0,91% espíritas e 0,25% umbandistas e candomblecistas; outros 5,13% não tinham religião, 2,51% seguiam outras denominações, 0,14% não declararam e 0,03% não souberam sua preferência religiosa.
O Índice de Desenvolvimento Humano (IDH-M) do município é considerado médio, de acordo com dados do Programa das Nações Unidas para o Desenvolvimento (PNUD). Segundo dados de 2010, divulgados em 2013, seu valor era 0,678, sendo o décimo maior do Rio Grande do Norte (PNUD) e o 2 481° do Brasil. Considerando-se apenas o índice de longevidade, seu valor é 0,803, o valor do índice de renda é 0,666 e o de educação 0,584.
No período de 2000 a 2010, o índice de Gini reduziu de 0,57 para 0,54 e a proporção de pessoas com renda domiciliar per capita de até R$ 140 passou de 38,6% para 20,6%, apresentando uma queda de 46,6%. Em 2010, 79,4% da população vivia acima da linha de pobreza, 13,2% entre as linhas de indigência e de pobreza e 7,4% abaixo da linha de indigência. No mesmo ano, os 20% mais ricos eram responsáveis por 58,9% do rendimento total municipal, valor quase dezessete vezes superior à dos 20% mais pobres, de apenas 3,5%.

## Política
De acordo com a lei orgânica de Pau dos Ferros, promulgada em 2 de abril de 1990, são poderes do município o executivo e legislativo, independentes e harmônicos entre si, cujos representantes são eleitos pelo voto direto para mandatos de quatro anos. O poder executivo é representado pelo prefeito, auxiliado pelo seu gabinete de secretários, nomeados livremente por ele. O legislativo é exercido pela câmara municipal que, dentre suas atribuições, fiscaliza o executivo e elabora e vota leis fundamentais à administração, especialmente a lei orçamentária anual e o plano plurianual. Desde 2025, o município possui treze vereadores.
Existem também alguns conselhos municipais em atividade: defesa civil, direito da criança e do adolescente, direitos do idoso, educação, meio ambiente e tutelar. Pau dos Ferros abriga uma comarca do poder judiciário estadual, de entrância intermediária, cujos termos são Água Nova, Encanto, Francisco Dantas, Rafael Fernandes, Riacho de Santana e São Francisco do Oeste. De acordo com o Tribunal Superior Eleitoral (TSE), Pau dos Ferros pertence à 40ª zona eleitoral do Rio Grande do Norte e possuía, em dezembro de 2024, 21 054 eleitores, o que representa 0,7956% do eleitorado potiguar.
| {{{caption}}}                                                            |
| Palácio Municipal Prefeito José Fernandes de Melo (Prefeitura Municipal) |

| {{{caption}}}                                                |
| Palácio Vereador Francisco Lopes Torquato (Câmara Municipal) |

| {{{caption}}}                                                                |
| Fórum Juiz Jaime Jenner de Aquino, onde funciona a comarca de Pau dos Ferros |

## Economia
O Produto Interno Bruto do município de Pau dos Ferros em 2016 era de R$ 431 562,01 mil reais, o décimo nono maior do Rio Grande do Norte e o 1 421° do Brasil, dos quais R$ 225 853,22 mil do setor terciário; R$ 128 579,65 mil dos setores de administração, saúde e educação e seguridade social; R$ 46 785,57 mil de impostos; R$ 25 195,28 mil da indústria e R$ 5 148,3 mil do setor primário. O PIB per capita é de R$ 14 287,29.
Em 2010, considerando-se a população municipal com idade igual ou superior a dezoito anos, 58% eram economicamente ativas ocupadas, 33,8% inativas e 8,3% ativas desocupadas. Ainda no mesmo ano, levando-se em conta a população ativa ocupada na mesma faixa etária, 49,07% trabalhavam no setor de serviços, 22,42% no comércio, 10,21% na agropecuária, 8,16% na construção civil, 5,16% em indústrias de transformação e 0,42% na utilidade pública.  O crescimento populacional de Pau dos Ferros contribuiu com a necessidade de expansão dos serviços bancários para famílias de baixa renda disponibilizados por políticas do governo federal, o que de fato ocorreu.
Segundo o IBGE, em 2017 o município possuía um rebanho de dezoito mil galináceos (frangos, galinhas, galos e pintinhos), 8 500 bovinos, 6 500 ovinos, 2 500 caprinos, 2 000 suínos e novecentos equinos. Na lavoura temporária do mesmo ano foram produzidos milho (24 t) e feijão (8 t), e na lavoura permanente coco-da-baía (oito mil frutos), banana (34 t), manga (13 t) e castanha de caju (1 t). Ainda no mesmo ano o município também produziu 1 829 mil de leite de litros de 3 200 vacas ordenhadas e 1 300 quilos de mel de abelha.

## Infraestrutura

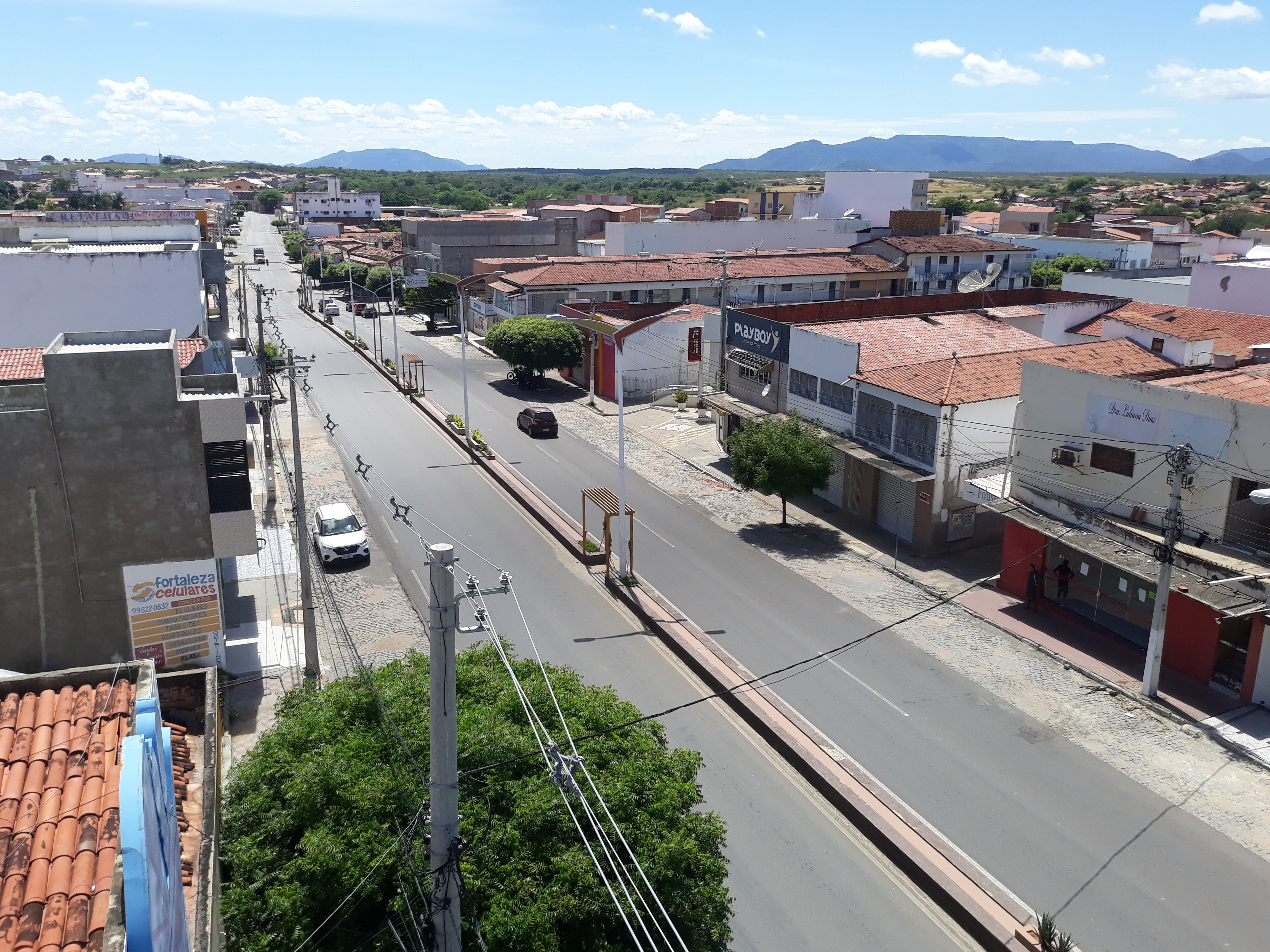
Avenida da Independência, como é denominada boa parte do trecho urbano local da BR-405 e a principal avenida da cidade

O serviço de abastecimento de água do município de Pau dos Ferros é realizado pela Companhia de Águas e Esgotos do Rio Grande do Norte (CAERN). A Companhia Energética do Rio Grande do Norte (COSERN), presente em todos os municípios potiguares, é a responsável pelo fornecimento de eletricidade, cuja voltagem nominal da rede é de 220 volts. Em 2010, o município possuía 98,36% de seus domicílios com água canalizada, 99,61% com eletricidade e 90,66% com coleta de lixo. O código de área (DDD) de Pau dos Ferros é 084 e o Código de Endereçamento Postal (CEP) é 59900-000. Conforme dados do censo de 2010, 74,69% dos domicílios tinham somente telefone celular, 11,8% celular e fixo, 2,13% apenas telefone fixo e 11,38% não possuíam nenhum. O município é atendido por quatro operadores de telefonia: Claro, Oi, TIM e Vivo.
A frota municipal no ano de 2022 era de 9 911 motocicletas, 7 205 automóveis, 2 734 motonetas, 1 971 caminhonetes, 753 caminhões, 394 camionetas, 323 utilitários, 197 reboques, 99 semirreboques, 78 ciclomotores, 76 micro-ônibus, 53 caminhões-trator, 35 ônibus e sete triciclos, além de cinco em outras categorias, totalizando 23 841 veículos. No transporte rodoviário, Pau dos Ferros possui um terminal rodoviário e é cortado por duas rodovias federais: a BR-226 e a BR-405, além da RN-177, rodovia estadual que interliga Pau dos Ferros a outros municípios do Alto Oeste Potiguar. O trânsito rodoviário local é gerido pelo Departamento Municipal de Trânsito (DEMUTRAN), criado pela lei municipal n° 1 714, de 27 de maio de 2020. No transporte aéreo, Pau dos Ferros conta com um aeroporto de pequeno porte, antigo campo de pouso, localizado próximo à barragem, cuja pista possui 1 200 metros de comprimento.

### Saúde

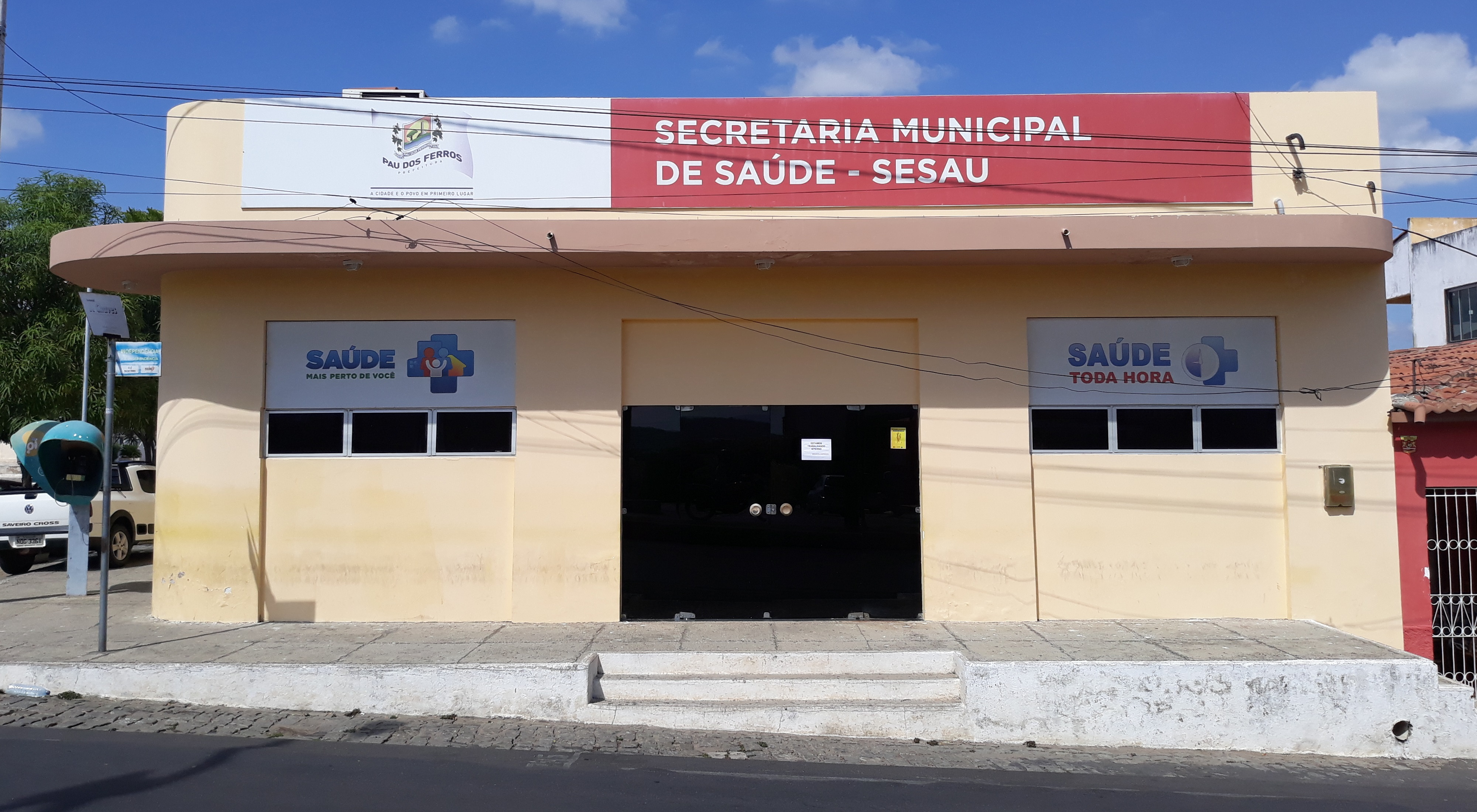
Atual sede da Secretaria Municipal de Saúde (SESAU), no mesmo local onde antes funcionava a Central do Cidadão

A rede de saúde de Pau dos Ferros inclui doze unidades básicas de saúde (UBS), um centro de atenção psicossocial (CAPS) e dois hospitais, sendo eles o Hospital Dr. Nelson Maia, o mais antigo e mantido pela Associação Hospital Centenário de Pau dos Ferros, e o Hospital Regional Doutor Cleodon Carlos de Andrade (HRCCA), inaugurado em 10 de março de 1990, contando com atendimento exclusivo aos usuários do Sistema Único de Saúde (SUS) e atendendo 24 horas por dia em regime de plantão. Ao lado do HRCCA está a sede VI Unidade Regional de Saúde Pública do Rio Grande do Norte (VI URSAP), que abrange outros 36 municípios potiguares.
Em abril de 2010, a rede profissional de saúde do município era constituída por 198 médicos, 138 auxiliares de enfermagem, cinquenta técnicos de enfermagem, 31 enfermeiros, 26 farmacêuticos, 26 cirurgiões-dentistas, onze fisioterapeutas, nove fonoaudiólogos, oito assistentes sociais, sete nutricionistas e seis psicólogos, totalizando 510 profissionais. No mesmo ano, a expectativa de vida ao nascer era de 73,2 anos, a taxa de mortalidade infantil de 18,2 por mil nascimentos e a taxa de fecundidade de 2,1 filhos por mulher. Segundo dados do Ministério da Saúde, 56 casos de AIDS foram registrados em Pau dos Ferros entre 1990 e 2016 e, de 2001 a 2012, foram notificados 3 166 casos de dengue e quatro de leishmaniose.

### Educação
O fator "educação" do IDH no município atingiu em 2010 a marca de 0,584, ao passo que a taxa de alfabetização da população acima dos dez anos indicada pelo último censo demográfico do mesmo ano foi de 83% (78,8% para os homens e 87% para as mulheres). As taxas de conclusão dos ensinos fundamental (15 a 17 anos) e médio (18 a 24 anos) era de 54,4% e 40,4%, respectivamente, e o percentual de alfabetização da população entre 15 e 24 anos de 95,7%.
Ainda em 2010, Pau dos Ferros possuía uma expectativa de anos de estudos de 10,15 anos, valor superior à média estadual (9,54 anos). O percentual de crianças de cinco a seis anos na escola era de 85,64% e de onze a treze anos cursando o fundamental de 88,69%. Entre os jovens, a proporção na faixa de quinze a dezessete anos com fundamental completo era de 57,15% e de 18 a 20 anos com ensino médio completo de 34,58%. Considerando-se apenas a população com idade maior ou igual a 25 anos, 40,31% tinham ensino fundamental completo, 29,45% o médio completo, 22,46% eram analfabetos e 9,31% possuíam superior completo.
Em 2018, a distorção idade-série entre alunos do ensino fundamental, ou seja, com idade superior à recomendada, era de 7,2% para os anos iniciais e 23,2% nos anos finais, sendo essa defasagem no ensino médio de 25,2%. No mesmo ano o município possuía uma rede de 24 escolas de ensino fundamental (com 213 docentes), 20 do pré-escolar (51 docentes) e cinco de ensino médio (108 docentes).
No ensino superior, o município possui três instituições públicas: Universidade do Estado do Rio Grande do Norte (UERN), Instituto Federal do Rio Grande do Norte (IFRN) e Universidade Federal Rural do Semi-Árido (UFERSA), sendo a primeira estadual e as duas últimas federais. Dentre as instituições privadas estão a Escola de Enfermagem Catarina de Siena, a Faculdade Evolução do Alto Oeste Potiguar (FACEP), a Universidade Potiguar (UnP) e a Universidade Anhanguera.

### Criminalidade e segurança pública

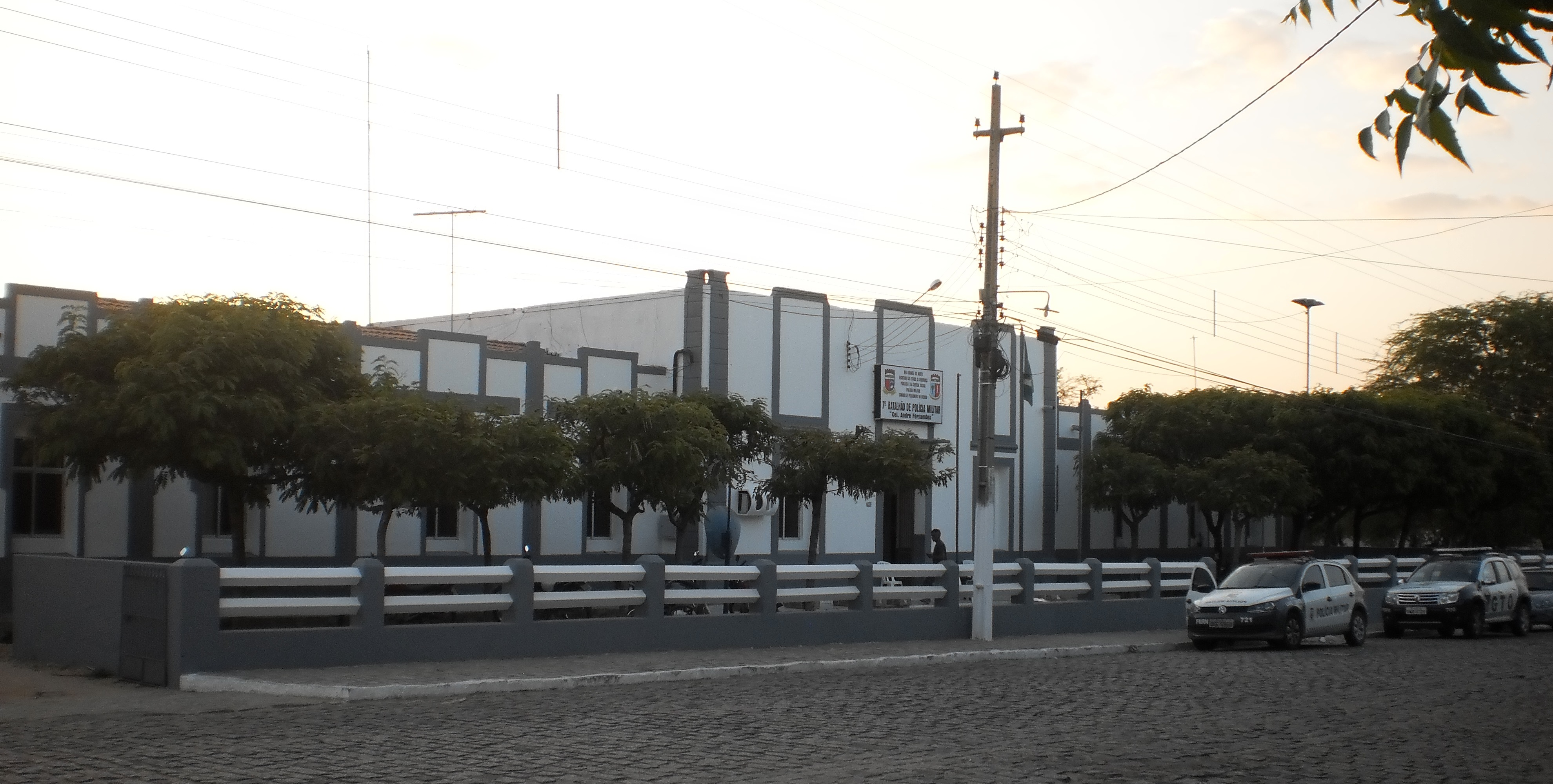
Sede do 7.º Batalhão da Polícia Militar do Rio Grande do Norte "Coronel André Fernandes"

Segundo o Mapa da Violência de 2016, com dados relativos a 2014, divulgados pelo Instituto Sangari, dos municípios com mais de vinte mil habitantes, a taxa de homicídios por armas de fogo no município foi de 14,9 para cada 100 mil habitantes, ficando na 36ª posição a nível estadual e na 964ª colocação a nível nacional.
Com o objetivo de reforçar a segurança e diminuir a criminalidade, o 7º Batalhão de Polícia Militar (VII BPM), sediado em Pau dos Ferros, juntamente com o poder público, busca tomar medidas inerentes à segurança pública, como a implantação de uma guarda municipal. Há também projetos que envolvem a melhoria das condições de trabalho dos policiais e a estrutura disponível para realização das atividades destes profissionais, como veículos, armamentos e imóveis utilizados pela corporação.
Recentemente, a prefeitura de Pau dos Ferros, em parceria com as polícias civil e militar estaduais e a provedora Brisanet Telecomunicações, instalou um sistema de videomonitoramento 24 horas com câmeras em pontos estratégicos da cidade, inaugurado em dezembro de 2018, cuja sala de operações está localizada nas instalações do VII BPM.

## Cultura e lazer
A Secretaria Municipal de Cultura e Turismo (SECULT) é o órgão da prefeitura responsável pela educação e pela área cultural e turística do município de Pau dos Ferros, cabendo a ela a organização de atividades e projetos culturais. Pau dos Ferros é considerada a Capital Nacional dos Estudos de Língua e Literatura, título atribuído na realização do VII Colóquio Nacional de Professores de Metodologia do Ensino de Língua Portuguesa e de Literatura, em agosto de 2010, no Câmpus Avançado da UERN do município.
Pau dos Ferros conta com alguns pontos turísticos: o Açude Pau dos Ferros, que abastece a população o município; a Casa de Cultura Popular Joaquim Correia, inaugurada em 1911, onde funcionou a primeira escola pública do município e posteriormente o câmpus da UERN na década de 1980; a Igreja Matriz de Nossa Senhora da Conceição, sede da paróquia de Pau dos Ferros, que faz parte da Diocese de Mossoró; o Obelisco, situado no meio da Praça Monsenhor Caminha, foi projetado pelo arquiteto baiano Oscar de Sousa Lelis por pedido do então prefeito na época, José Fernandes de Melo, construído em maio de 1955 para ser entregue à população em 1956, ano do centenário do município e do bicentenário da paróquia e a Praça de Eventos Nossa Senhora da Conceição, área de lazer pública onde são realizados diversos eventos promovidos pela prefeitura ou instituições locais, construída em um terreno com dez mil metros quadrados de área e inaugurada em 25 de junho de 2008.
O artesanato é uma das formas mais espontâneas da expressão cultural pau-ferrense, sendo possível encontrar uma produção feita com matérias-primas regionais, como o bordado e a madeira, além da culinária típica local. Normalmente essas peças são vendidas em lojas, feiras e/ou exposições, como a Feira do Artesanato Pauferrense (FARPA), realizada todos os meses na última sexta-feira, disponibilizando espaço para confecção, exposição e venda dos produtos artesanais, além de apresentações e barracas de comidas típicas, contribuindo para movimentar a economia local. Também se destaca a Feira Intermunicipal de Educação, Cultura, Turismo e Negócios do Alto Oeste Potiguar (FINECAP), evento realizado no começo de setembro, dentro da festa de emancipação política do município, e destinado às empresas, ao comércio e à indústria para a realização de suas atividades, além de exposições, apresentações de cantores e bandas de músicas vindas de diversos lugares do Brasil, oferecendo lazer, cultura e entretenimento para a população pau-ferrense e de outras localidades circunvizinhas.
Outros eventos importantes realizados em Pau dos Ferros são: a Vitrine Cultural "Xanana Diógenes", que é realizada desde 2005 antecedendo a FINECAP, contando com apresentações artísticas e culturais, cujo nome é uma homenagem a uma das maiores artistas plásticas naturais do município; a Cavalgada do Vaqueiro, que acontece no dia 4 de setembro, data de aniversário da cidade, em homenagem ao vaqueiro, um dos personagens mais importantes da história de Pau dos Ferros e a festa da padroeira Nossa Senhora da Conceição, que se inicia em 28 de novembro com a missa de abertura e o hasteamento das bandeiras, prosseguindo com nove noites de novena e se encerrando no dia 8 de dezembro com missas e a procissão com a imagem da padroeira por algumas ruas da cidade, contando também com barracas de comidas típicas e apresentações de bandas musicais. Por meio da lei estadual 11 870, de 5 de agosto de 2024, a festa tornou-se patrimônio cultural, histórico e religioso imaterial do Rio Grande do Norte. Os dias 4 de setembro e 8 de dezembro são feriados municipais.
Também são realizados eventos com ênfase no setor esportivo, como o Campeonato Municipal de Futebol e a Copa Pau-ferrense de Ciclismo. Pau dos Ferros também vem se destacando em outras modalidades esportivas, como no voleibol, em que algumas equipes do município conquistaram torneios regionais e estaduais. Ainda há programas de incentivo à prática de esportes.